# Карани-Коба
Карани-Коба, Карани-Хоба (КН 704-2)— карстовая пещера на горном массиве Караби-яйла в Крыму. Относится к Горно-Крымской карстовой области.

## Описание
Карстовая пещера на Караби-яйле в Крыму с единственным огромным залом, вход в который начинается со дна провальной воронки. Форма зала напоминает огромную перевернутую чашу. Пещера расположена в северной части яйлы в 3-х километрах к западу от горы Кубриали-Кыр. Относится к Горно-Крымской карстовой области. Заложена в верхнеюрских известняках. Протяженность — 65-70 м, имеет куполообразную форму.
По-тюркски «караны, каранлык» — тьма, мрак, мгла, «хоба, коба» — пещера.
Карани-Коба является одним из немногих источников воды на плато. Тут есть несколько ванночек с чистой водой. Пол пещеры, слабо наклоненный к её дальней стене, покрыт щебенкой известняка, глиной и гумусом. Натеки имеются только на западной стене, где изредка встречаются каскадные ванночки и небольшие ребра. Влево от входа тянется небольшая узкая щель, заканчивающаяся трещинами. В одном из ответвлений находится натёчный источник.
В начале XX века А. А. Крубер описал пещеру Карани массиве Караби в Крыму. Она располагается под водоразделом между двумя карстовыми воронками и имеет сферическую форму, напоминая перевернутую чашу диаметром 60 на 70 м. Образование пещеры Крубер объяснил «сильным гидростатическим давлением».
Как указал профессор В. Н. Дублянский «Пещера Карани действительно оказалась гидротермальной, а в её своде обнаружилась мощная кальцитовая жила, не замеченная предыдущими исследователями».